# Oblężenie Parnawy
Oblężenie Parnawy (szw. Belägringen av Pärnu) miało miejsce 28 lutego – 2 marca 1609 podczas wojny polsko-szwedzkiej (1600-1611).
Po sześciu dniach marszu z Salis (obecnie Salacgrīva na Łotwie) bezdrożami i lasami liczące około 2000 żołnierzy wojsko hetmana wielkiego litewskiego Jana Karola Chodkiewicza o północy z 28 lutego na 1 marca znalazło się milę od Parnawy (obecnie w Estonii).
Przygotowani przez swego wodza Litwini ruszyli cicho w kierunku miasta, licząc, że uda się zaskoczyć załogę. Gdy okazało się, że broniąca Parnawy załoga szwedzka zachowuje czujność, hetman zatrzymał swe siły w lesie i nakazał całkowitą ciszę. Ponieważ hetman zabronił rozpalania ognisk wojsko czekało godzinami głodne i zmarznięte z powodu silnego i zimnego wiatru.
O północy Chodkiewicz ruszył na Parnawę i zaskoczył załogę. Zanim Szwedzi zorientowali się w sytuacji Litwini wysadzili trzy bramy miejskie i wdarli się do miasta. Doszło do walki wręcz, a Litwini parli na zamek. Gdy dotarli na miejsce, podpalili bramę zamkową.
Szwedzi nie widząc szans na dalszą obronę 2 marca skapitulowali. Straty szwedzkie wyniosły 100 zabitych i 300 jeńców, natomiast Litwini stracili 45 żołnierzy. Spośród jeńców szwedzkich 155 Szkotów przeszło na służbę w Armii Wielkiego Księstwa Litewskiego. Dodatkową zdobyczą były 104 działa, 2 statki handlowe oraz liczne łodzie i barki. Po zdobyciu Parnawy Chodkiewicz zostawił w mieście załogę liczącą 200 żołnierzy i ruszył na Rygę, staczając po drodze niezwykłą bitwę morską pod Salis.